# Bob Taft
Robert Alphonso Taft III, detto Bob (Boston, 8 gennaio 1942), è un politico statunitense, membro del Partito Repubblicano e governatore dell'Ohio dal 1999 al 2007.

## Biografia
Nato a Boston, nel Massachusetts, Bob Taft proviene da una famiglia di figure importanti della politica: suo padre era Robert Taft Jr., senatore per lo stato dell'Ohio; il nonno, Robert Taft, è stato leader della maggioranza al Senato oltreché senatore dell'Ohio anch'egli; il bisnonno era invece William Howard Taft, 27º presidente degli Stati Uniti e in seguito presidente della Corte Suprema americana; infine il trisnonno era Alphonso Taft, procuratore generale durante la presidenza di Ulysses S. Grant.
Ha frequentato l'Università di Yale, laureandosi nel 1963. Dopo la laurea magistrale all'Università di Princeton nel 1967, nel 1976 riceve un dottorato in giurisprudenza all'Università di Cincinnati.
Dopo essere stato eletto con il Partito Repubblicano alla Camera dei rappresentanti dell'Ohio, nel 1991 viene nominato dal governatore dell'Ohio George Voinovich come segretario di Stato. Nel 1998 viene eletto governatore, venendo riconfermato per un secondo mandato nel 2002.